# 通蒂敦鎮區 (阿肯色州華盛頓縣)
通蒂敦鎮區（英語：Tontitown Township）是位於美國阿肯色州華盛頓縣的一個行政鎮區。

## 地方資料
通蒂敦鎮區的面積為49.42平方千米，當中陸地面積為49.04平方千米，而水域面積為0.38平方千米。根據2010年美國人口普查的數據，當地共有人口2591人，而人口密度為每平方千米52.43人。